# À
À, à (a-grave) er et bogstav på catalansk, fransk, italiensk, portugisisk, skotsk, vietnamesisk og walisisk. À bruges også på kinesisk pinyin.